# Ferdinand Konšćak
Ferdinand Konšćak (Fernando Consag), hrvaški misijonar, raziskovalec in kartograf, * 2. december 1703, Varaždin (Hrvaška), † 10. september 1759, San Ignacio, Nova Španija (danes Mehika).   
Konšćak je deloval kot misijonar v Novi Španiji (večji del današnje Mehike), kjer se je ukvarjal tudi z gradnjo infrastrukture in prvih rudnikov srebra na tem ozemlju. Vodil je tudi tri odprave v neznane dele Kalifornijskega polotoka in izdelal zemljevide, ki so jih kasneje uporabljali Diderot, D'Alembert, von Humboldt in Arrowsmith